# Инклан, Лили
Лили Инклан (исп. Lili Inclan) (19 ноября 1918, Мехико, Мексика — 14 ноября 2003, там же) — мексиканская актриса.

## Биография
Родилась 19 ноября 1918 года в Мехико. В мексиканском кинематографе дебютировала в 1968 году и с тех пор снялась в 23 работах в кино и телесериалах. Телесериалы Мир игрушки, Вивиана, Женщина, случаи из реальной жизни, Гора страдания, Ничья любовь и Однажды у нас вырастут крылья оказались известными с участием актрисы.
Скончалась 14 ноября 2003 года в Мехико от почечной недостаточности, не дожив буквально 5 дней до своего 85-летнего юбилея.

### Личная жизнь
Лили Инклан вышла замуж за актёра-комика Рауля «Чато» Падилья (1918-94) и родила двоих детей — актёра-комика Рауля Падилья «Чофоро» (1940-2013) и писательницу, продюсера и режиссёра Аурелию «Майе» Падилья, которой к сожалению также нет в живых. Являлась родной тётей актёра-комика Рафаэля Инклана (1941).

## Фильмография

### Теленовеллы
- Alguna vez tendremos alas (1997) .... Madre Tornera
- Más allá del puente (1993) .... Chichy
- Milagro y magia (1991) .... Jimena
- Ничья любовь (1990) .... Adriana
- Carrusel (1989)
- Гора страдания (1986) .... Tomasita
- Cuna de lobos (1986) .... Abuela de Bertha
- Abandonada (1985) .... Josefita
- Esperándote (1985) .... Anciana
- Mañana es primavera (1982) .... Doña Eva
- Un solo corazón (1983) .... Abuela
- El hogar que yo robé (1981) .... Crisanta
- Soledad (1980) .... Adelaida
- Mi amor frente al pasado (1979)
- Vamos juntos (1979)
- Вивиана (1978) .... Matilde #2
- Ladronzuela (1978)
- Acompáñame (1977) .... Flavia
- Мир игрушки (1974-1977)

### Многосезонные ситкомы
- Женщина, случаи из реальной жизни (1985-2007; снималась в период 1985-1995)
- Aquí está la Chilindrina (1994) Sor Bonifacia "Sor Momicia"
- Las travesuras de Paquita (1984)
- Chespirito (1987) (1 Episodio) Doña Lili "Loca que se cree Joana de Arco"

### Художественные фильмы
- Ultima llamada (1996) .... Doña Luisita
- Una papa sin catsup (1995) .... Abuela
- La Chilindrina en apuros (1994) .... Sor Momicia
- Un ángel para los diablillos (1993) .... Profesora Antúnez
- El jugador (1991) .... Doña Concepción
- Encuentro con la muerte (1984)
- Los dos matones (1983)
- Al filo de los machetes (1980)
- Volver, volver, volver (1977) .... Beata anciana
- El rey (1976)
- No hay cruces en el mar (1968)